# Popping

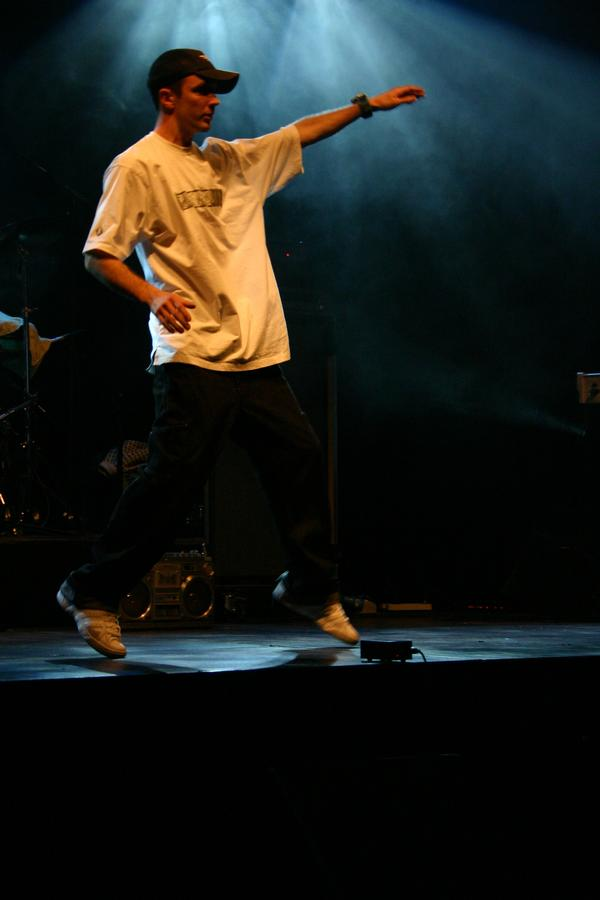
Actuació de Stefan Bootin.

El popping és un estil de ball de carrer sorgit a Fresno, Califòrnia, en la dècada de 1970 en el qual es contrauen els músculs de el cos creant un efecte «robòtic». Això es fa contínuament al ritme d'una cançó i en combinació amb diversos moviments i postures. Avui dia el popping s'ha estès per tot el món.
El terme 'pop', també anomenat 'hit', fa referència a una mena de "descàrrega". De fet, ve de les 'popcorn' (crispetes de blat de moro), exactament del seu soroll i l'efecte visual que fan en explotar. Alguns dels seus passos es diuen 'roll', 'flex' o 'twist', i aquest estil ve de tantes fonts i de tants estils diferents al llarg de la història que suposa un estil súper enriquidor, variat i profund.

## Música
Al principi, a la dècada del 1970 era la música funk la que s'utilitzava per ballar popping, aparentment normalment es ballava funk i disco. Durant la dècada de 1980, molts dels poppers també utilitzen "electro" i altres "new wave" d'estils per a la coreografia de les seves rutines de ball. Avui dia, també és comú veure als ballarins del popping ballar els gèneres de música més actuals, com la moderna música hip hop (sovint hip hop instrumental) i les diverses formes de l'electrònica.

## Estils i passos
AnimationÉs una tècnica purament visual, en la qual hi ha moviments ràpids i lents i el ballarí crea petites pauses per crear un efecte en els espectadors i en el propi xou.
BoogalooÉs la tècnica que va crear el propi Sam Solomon, i consisteix a crear moviments circulars en diferents àrees de el cos, com per exemple, el cap, el maluc i els genolls.
RobotingUn moviment que ja utilitzaven els mims en els seus espectacles fa un segle, és a dir, en els anteriors anys 20. Charles "Robot" Washington va popularitzar aquest moviment per primera vegada en els anys 60, continuant amb el seu llegat Slim The Robot i després amb The lockers.
Struttinges remunta a finals dels anys 60 i principis dels 70 al districte Filmore de la ciutat de San Francisco. S'inspirava en les desfilades militars i compta entre els seus pioners amb grups com Play Boyz, Assassins Crew o Demons of the mind.
MimingAquesta tècnica es basa en actuar com si fossis un mim, principalment, en el Popping, s'utilitzen les mans i gràcies a elles es pot narrar una història mentre el ballarí balla.